# Lara Cardella
Lara Cardella (Licata, 13 novembre 1969) è una scrittrice italiana.

## Biografia
Nel 1989, all'età di 19 anni, pubblica il romanzo di ispirazione autobiografica Volevo i pantaloni, in cui descrive le vicende di una ragazza nella Sicilia maschilista di fine anni ottanta. Il romanzo ha successo, e viene tradotto in inglese (Good Girls Don't Wear Trousers), francese (Je voulais des pantalons), tedesco (Ich wollte Hosen), spagnolo (Quería los pantalones), portoghese (Eu querìa usar calças) e catalano (Volia dur pantalons). Il libro è tradotto e pubblicato anche nei paesi scandinavi, in Polonia, Repubblica Ceca, Grecia, Turchia, Brasile e Corea, vendendo circa due milioni e mezzo di copie.
A seguito del successo del romanzo nello stesso anno ne venne tratto anche un film omonimo, con la regia di Maurizio Ponzi.
Successivamente Lara Cardella pubblica, sempre per Arnoldo Mondadori Editore, Intorno a Laura (1991), opera a metà tra il romanzo e il dramma teatrale. Escono quindi Fedra se ne va (1992) e Una ragazza normale (1994). Nel 1995 pubblica il seguito del suo primo romanzo: Volevo i pantaloni 2.
Cambia in seguito casa editrice e passa alla Rizzoli, con la quale pubblica nel 1997 Detesto il soft, e, nel 2000, Finestre accese, in cui le vicende parallele delle due protagoniste vengono seguite nel corso degli anni attraverso i loro diari e in cui la Cardella tratta tra gli altri il tema della mafia. 
Nel 2009, in occasione del ventesimo anniversario della sua prima pubblicazione, esce negli Oscar Mondadori una nuova edizione di Volevo i pantaloni, con in appendice un'intervista inedita all'autrice.
Con la Casa Editrice Barbèra pubblica nel 2012 131 km/h e nel febbraio 2013 il romanzo Io non farò rumore.
Il 9 marzo 2021 rivela in un articolo che, da quattro anni, si è "aggiunto un ospite non gradito in casa, il cancro", parlando della sua esperienza in modo diretto e senza veli.
Nel 2023 vive a Bergamo con il figlio ed è professoressa di lettere, professione che l'appassiona e la realizza. Ha continuato a scrivere libri che, tuttavia, ha deciso di non pubblicare.

## Opere
- Volevo i pantaloni, Milano, Mondadori, 1989. ISBN 88-04-32506-2
- Intorno a Laura, Milano, Mondadori, 1991. ISBN 88-04-34960-3
- Fedra se ne va, Milano, Mondadori, 1992. ISBN 88-04-35971-4
- Una ragazza normale, Milano, Mondadori, 1994. ISBN 88-04-38151-5
- Volevo i pantaloni 2, Milano, Mondadori, 1995. ISBN 88-04-40416-7
- Detesto il soft, Milano, Rizzoli, 1997. ISBN 88-17-66108-2
- Finestre accese, Milano, Rizzoli, 2000. ISBN 88-17-21101-X
- 131 km/h, Siena, Barbèra, 2012. ISBN 88-78-99508-8
- Io non farò rumore, Siena, Barbera, 2013. ISBN 88-78-99570-3